# گمینا گوگولین
گمینا گوگولین (به لهستانی:  Gmina Gogolin) یک گمینا در لهستان است که در شهرستان کراپکوویتسه واقع شده‌است. گمینا گوگولین ۱۰۰٫۵۱ کیلومتر مربع مساحت و ۱۱٬۹۳۲ نفر جمعیت دارد.